# Liste des chapelles des Ardennes
La liste des chapelles des Ardennes présente les chapelles de culte catholique situées sur le territoire des communes du départements français des Ardennes.
Il est fait état des diverses protections dont elles peuvent bénéficier, et notamment les inscriptions et classements au titre des monuments historiques.
Toutes sont situées dans l'archidiocèse de Reims comprenant le département des Ardennes, augmenté de l'arrondissement de Reims.

## Liste
| Chapelle                                                                  | Commune                  | Adresse   | Coordonnées                      | Notice         | Protection                                       | Date | Illustration                                                       |
| ------------------------------------------------------------------------- | ------------------------ | --------- | -------------------------------- | -------------- | ------------------------------------------------ | ---- | ------------------------------------------------------------------ |
| Chapelle Saint-Quentin d'Aiglemont                                        | Aiglemont                |           | 49° 47′ 06″ nord, 4° 45′ 34″ est |                |                                                  |      | Image manquante Téléverser                                         |
| Chapelle du cimetière d'Aiglemont                                         | Aiglemont                |           | 49° 46′ 48″ nord, 4° 46′ 12″ est |                |                                                  |      | Image manquante Téléverser                                         |
| Chapelle Sainte-Philomène d'Aouste                                        | Aouste                   |           | 49° 47′ 57″ nord, 4° 19′ 03″ est |                |                                                  |      | Chapelle Sainte-Philomène d'Aouste                                 |
| Chapelle Notre-Dame-de-Pitié d'Asfeld                                     | Asfeld                   |           | 49° 28′ 20″ nord, 4° 07′ 14″ est |                |                                                  |      | Chapelle Notre-Dame-de-Pitié d'Asfeld                              |
| Chapelle dite des Saints d'Auflance                                       | Auflance                 |           | 49° 36′ 57″ nord, 5° 17′ 28″ est |                |                                                  |      | Image manquante Téléverser                                         |
| Chapelle Saint-Sindulphe d'Aussonce                                       | Aussonce                 |           | 49° 21′ 09″ nord, 4° 19′ 31″ est |                |                                                  |      | Image manquante Téléverser                                         |
| Chapelle Saint-Lambert d'Autry                                            | Autry                    |           | 49° 16′ 19″ nord, 4° 51′ 00″ est |                |                                                  |      | Chapelle Saint-Lambert d'Autry                                     |
| Chapelle Saint-Brice d'Étang de Bairon                                    | Bairon et ses environs   |           | 49° 31′ 57″ nord, 4° 46′ 28″ est |                |                                                  |      | Image manquante Téléverser                                         |
| Chapelle Sainte-Geneviève de Marcelot                                     | Bairon et ses environs   |           | 49° 28′ 24″ nord, 4° 43′ 47″ est |                |                                                  |      | Chapelle Sainte-Geneviève de Marcelot                              |
| Chapelle Notre-Dame de Recouvrance                                        | Banogne-Recouvrance      |           | 49° 34′ 23″ nord, 4° 07′ 40″ est |                |                                                  |      | Image manquante Téléverser                                         |
| Chapelle Saint-Jean-Baptiste de Beaumont-en-Argonne                       | Beaumont-en-Argonne      |           | 49° 32′ 10″ nord, 5° 02′ 53″ est |                |                                                  |      | Image manquante Téléverser                                         |
| Chapelle de l'ancienne abbaye des Prémontrés de Belval-Bois-des-Dames     | Belval-Bois-des-Dames    |           | 49° 28′ 30″ nord, 5° 00′ 59″ est |                |                                                  |      | Image manquante Téléverser                                         |
| Chapelle du parc de l'ermitage Saint-Walfroy                              | Bièvres                  |           | 49° 34′ 14″ nord, 5° 16′ 18″ est |                |                                                  |      | Chapelle du parc de l'ermitage Saint-Walfroy                       |
| Chapelle de Boulzicourt                                                   | Boulzicourt              |           | 49° 41′ 39″ nord, 4° 41′ 57″ est |                |                                                  |      | Chapelle de Boulzicourt                                            |
| Chapelle des Forges de Brévilly                                           | Brévilly                 |           | 49° 39′ 46″ nord, 5° 04′ 33″ est |                |                                                  |      | Image manquante Téléverser                                         |
| Chapelle de l'hôpital de Manchester                                       | Charleville-Mézières     |           | 49° 45′ 44″ nord, 4° 42′ 00″ est |                |                                                  |      | Image manquante Téléverser                                         |
| Chapelle du centre de santé et de rééducation fonctionnelle de Manchester | Charleville-Mézières     |           | 49° 45′ 43″ nord, 4° 42′ 00″ est |                |                                                  |      | Image manquante Téléverser                                         |
| Chapelle du lycée Chanzy de Charleville-Mézières                          | Charleville-Mézières     |           | 49° 46′ 26″ nord, 4° 43′ 45″ est |                |                                                  |      | Image manquante Téléverser                                         |
| Chapelle Saint-Maxime du Theux                                            | Charleville-Mézières     |           | 49° 45′ 32″ nord, 4° 44′ 10″ est |                |                                                  |      | Image manquante Téléverser                                         |
| Chapelle des Jésuites de Charleville                                      | Charleville-Mézières     |           | 49° 46′ 30″ nord, 4° 43′ 15″ est |                |                                                  |      | Chapelle des Jésuites de Charleville                               |
| Chapelle Saint-Berthauld de Chaumont-Porcien                              | Chaumont-Porcien         |           | 49° 38′ 47″ nord, 4° 14′ 49″ est |                |                                                  |      | Chapelle Saint-Berthauld de Chaumont-Porcien                       |
| Chapelle Sainte-Olive de Chaumont-Porcien                                 | Chaumont-Porcien         |           | 49° 37′ 34″ nord, 4° 14′ 15″ est |                |                                                  |      | Image manquante Téléverser                                         |
| Chapelle Saint-Roch de Chooz                                              | Chooz                    |           | 50° 06′ 27″ nord, 4° 48′ 13″ est |                |                                                  |      | Image manquante Téléverser                                         |
| Chapelle Saint-Médard de Méry                                             | Chuffilly-Roche          |           | 49° 27′ 14″ nord, 4° 37′ 15″ est |                |                                                  |      | Chapelle Saint-Médard de Méry                                      |
| Chapelle Saint-Roch de Chéhéry                                            | Chémery-Chéhéry          |           | 49° 38′ 08″ nord, 4° 52′ 01″ est |                |                                                  |      | Image manquante Téléverser                                         |
| Chapelle Saint-Claude de Warby                                            | Clavy-Warby              |           | 49° 44′ 30″ nord, 4° 32′ 03″ est |                |                                                  |      | Chapelle Saint-Claude de Warby                                     |
| Chapelle Notre-Dame-du-Rosaire de Sorel                                   | Damouzy                  |           | 49° 48′ 42″ nord, 4° 41′ 41″ est |                |                                                  |      | Image manquante Téléverser                                         |
| Chapelle Saint-Onésime de la Croix Piot                                   | Donchery                 |           | 49° 41′ 04″ nord, 4° 52′ 20″ est |                |                                                  |      | Chapelle Saint-Onésime de la Croix Piot                            |
| Chapelle de Douzy                                                         | Douzy                    |           | 49° 40′ 33″ nord, 5° 02′ 39″ est |                |                                                  |      | Image manquante Téléverser                                         |
| Chapelle Saint-Joseph d'Escombres-et-le-Chesnois                          | Escombres-et-le-Chesnois |           | 49° 41′ 30″ nord, 5° 07′ 22″ est |                |                                                  |      | Image manquante Téléverser                                         |
| Chapelle du cimetière de Falaise                                          | Falaise                  |           | 49° 22′ 44″ nord, 4° 43′ 41″ est |                |                                                  |      | Image manquante Téléverser                                         |
| Chapelle Saint-Loup de Butz                                               | Flize                    |           | 49° 40′ 13″ nord, 4° 42′ 35″ est |                |                                                  |      | Image manquante Téléverser                                         |
| Chapelle Saint-Roger d'Élan                                               | Flize                    |           | 49° 39′ 21″ nord, 4° 45′ 16″ est |                |                                                  |      | Image manquante Téléverser                                         |
| Chapelle Notre-Dame-de-la-Consolation de Floing                           | Floing                   |           | 49° 43′ 07″ nord, 4° 55′ 37″ est |                |                                                  |      | Chapelle Notre-Dame-de-la-Consolation de Floing                    |
| Chapelle Notre-Dame de Masmes                                             | Fossé                    |           | 49° 25′ 52″ nord, 5° 00′ 02″ est |                |                                                  |      | Image manquante Téléverser                                         |
| Chapelle Sainte-Marguerite de Flohimont                                   | Fromelennes              |           | 50° 06′ 45″ nord, 4° 51′ 16″ est |                |                                                  |      | Chapelle Sainte-Marguerite de Flohimont                            |
| Chapelle Notre-Dame-de-Divers-Monts de Fumay                              | Fumay                    |           | 49° 59′ 41″ nord, 4° 41′ 38″ est |                |                                                  |      | Chapelle Notre-Dame-de-Divers-Monts de Fumay                       |
| Chapelle Sainte-Barbe de Fumay                                            | Fumay                    |           | 49° 59′ 38″ nord, 4° 42′ 36″ est |                |                                                  |      | Image manquante Téléverser                                         |
| Chapelle Sainte-Thérèse de la cité du Charnois                            | Fumay                    |           | 49° 59′ 06″ nord, 4° 41′ 23″ est | « IA08000109 » |                                                  |      | Image manquante Téléverser                                         |
| Chapelle Saint-Roch de Fumay                                              | Fumay                    |           | 49° 59′ 24″ nord, 4° 42′ 40″ est |                |                                                  |      | Image manquante Téléverser                                         |
| Chapelle du Saint-Lieu                                                    | Gespunsart               |           | 49° 48′ 59″ nord, 4° 49′ 33″ est |                |                                                  |      | Image manquante Téléverser                                         |
| Chapelle de Walcourt                                                      | Givet                    |           | 50° 08′ 40″ nord, 4° 48′ 20″ est | « PA00078442 » | Classé MH                                        | 1984 | Chapelle de Walcourt                                               |
| Chapelle du calvaire de Walcourt                                          | Givet                    |           | 50° 08′ 41″ nord, 4° 48′ 24″ est |                |                                                  |      | Image manquante Téléverser                                         |
| Chapelle Notre-Dame-du-Bon-Secours des Trois Fourchettes                  | Givet                    |           | 50° 08′ 44″ nord, 4° 49′ 24″ est |                |                                                  |      | Image manquante Téléverser                                         |
| Chapelle Saint-Roch de Saint-Roch (Ardennes)                              | Givet                    |           | 50° 08′ 31″ nord, 4° 50′ 03″ est |                |                                                  |      | Chapelle Saint-Roch de Saint-Roch (Ardennes)                       |
| Chapelle Saint-Antoine de Montmarin de Givry                              | Givry                    |           | 49° 29′ 47″ nord, 4° 31′ 03″ est |                | Label ACR Architecture contemporaine remarquable | 2015 | Chapelle Saint-Antoine de Montmarin de Givry                       |
| Chapelle de l'ancien couvent de Glaire                                    | Glaire                   |           | 49° 42′ 37″ nord, 4° 54′ 58″ est |                |                                                  |      | Chapelle de l'ancien couvent de Glaire                             |
| Chapelle Saint-Nicolas ou des Bateliers de Ham-sur-Meuse                  | Ham-sur-Meuse            |           | 50° 06′ 47″ nord, 4° 46′ 58″ est |                |                                                  |      | Image manquante Téléverser                                         |
| Chapelle Saint-Remi de Hannogne-Saint-Rémy                                | Hannogne-Saint-Rémy      |           | 49° 36′ 08″ nord, 4° 08′ 00″ est |                |                                                  |      | Image manquante Téléverser                                         |
| Chapelle Saint-Roch d'Hargnies                                            | Hargnies                 |           | 50° 01′ 18″ nord, 4° 47′ 35″ est |                |                                                  |      | Chapelle Saint-Roch d'Hargnies                                     |
| Chapelle Saint-Pierre de Haybes                                           | Haybes                   |           | 50° 00′ 10″ nord, 4° 42′ 12″ est |                |                                                  |      | Image manquante Téléverser                                         |
| Chapelle Sainte-Anne de Hierges                                           | Hierges                  |           | 50° 06′ 10″ nord, 4° 44′ 19″ est |                |                                                  |      | Image manquante Téléverser                                         |
| Chapelle du cimetière de Juniville                                        | Juniville                |           | 49° 23′ 57″ nord, 4° 22′ 38″ est |                |                                                  |      | Image manquante Téléverser                                         |
| Chapelle du château de la Barbière                                        | Le Mont-Dieu             |           | 49° 32′ 07″ nord, 4° 52′ 41″ est |                |                                                  |      | Image manquante Téléverser                                         |
| Chapelle de la Neuville aux Haies                                         | Les Hautes-Rivières      |           | 49° 55′ 35″ nord, 4° 48′ 47″ est |                |                                                  |      | Image manquante Téléverser                                         |
| Chapelle Notre-Dame-de-Liesse des Hautes-Rivières                         | Les Hautes-Rivières      |           | 49° 53′ 31″ nord, 4° 50′ 47″ est |                |                                                  |      | Image manquante Téléverser                                         |
| Chapelle Sainte-Anne de Linchamps                                         | Les Hautes-Rivières      |           | 49° 54′ 41″ nord, 4° 50′ 11″ est |                |                                                  |      | Chapelle Sainte-Anne de Linchamps                                  |
| Chapelle Notre-Dame-de-Consolation de l'abbaye                            | Les Mazures              |           | 49° 53′ 30″ nord, 4° 38′ 32″ est |                |                                                  |      | Image manquante Téléverser                                         |
| Chapelle Saint-Donat de Linay                                             | Linay                    |           | 49° 36′ 51″ nord, 5° 13′ 33″ est |                |                                                  |      | Chapelle Saint-Donat de Linay                                      |
| Chapelle de Margut                                                        | Margut                   |           | 49° 35′ 19″ nord, 5° 15′ 44″ est |                |                                                  |      | Chapelle de Margut                                                 |
| Chapelle Jeanne de Montcornet                                             | Montcornet               |           | 49° 49′ 38″ nord, 4° 37′ 29″ est |                |                                                  |      | Chapelle Jeanne de Montcornet                                      |
| Chapelle de l'abbaye bénédictine de Mouzon                                | Mouzon                   |           | 49° 36′ 21″ nord, 5° 04′ 34″ est |                |                                                  |      | Image manquante Téléverser                                         |
| Chapelle de Nouart                                                        | Nouart                   |           | 49° 26′ 37″ nord, 5° 02′ 59″ est |                |                                                  |      | Image manquante Téléverser                                         |
| Chapelle de la Nativité de Meillier-Fontaine                              | Nouzonville              |           | 49° 49′ 52″ nord, 4° 42′ 51″ est |                |                                                  |      | Image manquante Téléverser                                         |
| Chapelle du cimetière militaire allemand de Noyers-Pont-Maugis            | Noyers-Pont-Maugis       |           | 49° 39′ 47″ nord, 4° 55′ 38″ est |                |                                                  |      | Chapelle du cimetière militaire allemand de Noyers-Pont-Maugis     |
| Chapelle Notre-Dame-de-Bon-Secours de Pouru-Saint-Remy                    | Pouru-Saint-Remy         |           | 49° 40′ 38″ nord, 5° 05′ 00″ est |                |                                                  |      | Image manquante Téléverser                                         |
| Chapelle de la maladrie de Prix-lès-Mézières                              | Prix-lès-Mézières        |           | 49° 45′ 32″ nord, 4° 40′ 31″ est |                |                                                  |      | Chapelle de la maladrie de Prix-lès-Mézières                       |
| Chapelle de Flaba                                                         | Raucourt-et-Flaba        |           | 49° 34′ 55″ nord, 4° 58′ 00″ est |                |                                                  |      | Image manquante Téléverser                                         |
| Chapelle Foujita                                                          | Reims                    |           | 49° 15′ 51″ nord, 4° 02′ 17″ est | « PA00078928 » | Inscrit MH                                       | 1992 | Image manquante Téléverser                                         |
| Chapelle Sainte-Croix de Reims                                            | Reims                    |           | 49° 15′ 42″ nord, 4° 01′ 54″ est | « PA00078777 » | Classé MH                                        | 1927 | Chapelle Sainte-Croix de Reims                                     |
| Chapelle archiépiscopale de Reims                                         | Reims                    |           | 49° 15′ 13″ nord, 4° 02′ 05″ est |                |                                                  |      | Image manquante Téléverser                                         |
| Chapelle Bienheureux-Nicolas-Roland de Reims                              | Reims                    |           | 49° 14′ 58″ nord, 4° 02′ 20″ est |                |                                                  |      | Image manquante Téléverser                                         |
| Chapelle de l'abbé de Saint-Remi de Reims                                 | Reims                    |           | 49° 14′ 38″ nord, 4° 02′ 33″ est |                |                                                  |      | Chapelle de l'abbé de Saint-Remi de Reims                          |
| Chapelle du cimetière de l'ouest de Reims                                 | Reims                    |           | 49° 14′ 30″ nord, 4° 00′ 21″ est |                |                                                  |      | Chapelle du cimetière de l'ouest de Reims                          |
| Chapelle des Petites-Sœurs-de-l'Assomption de Reims                       | Reims                    |           | à géolocaliser                   |                |                                                  |      | Image manquante Téléverser                                         |
| Chapelle du collège des Jésuites de Reims                                 | Reims                    |           | 49° 14′ 47″ nord, 4° 02′ 25″ est |                |                                                  |      | Chapelle du collège des Jésuites de Reims                          |
| Chapelle du couvent des Sœurs auxiliatrices de Reims                      | Reims                    |           | 49° 15′ 15″ nord, 4° 01′ 35″ est |                |                                                  |      | Image manquante Téléverser                                         |
| Chapelle du foyer de jeunes travailleuses l'Escale de Reims               | Reims                    |           | 49° 14′ 11″ nord, 4° 02′ 00″ est |                |                                                  |      | Image manquante Téléverser                                         |
| Chapelle du lycée du Sacré-Cœur de Reims                                  | Reims                    |           | 49° 14′ 24″ nord, 4° 01′ 32″ est |                |                                                  |      | Image manquante Téléverser                                         |
| Chapelle du Verbe-Incarné et de Notre-Dame-du-Mont-Carmel de Reims        | Reims                    |           | 49° 14′ 52″ nord, 4° 02′ 25″ est |                |                                                  |      | Chapelle du Verbe-Incarné et de Notre-Dame-du-Mont-Carmel de Reims |
| Chapelle Saint-Ignace-de-Loyola de Reims                                  | Reims                    |           | à géolocaliser                   |                |                                                  |      | Image manquante Téléverser                                         |
| Chapelle Saint-Jean-Baptiste de La Salle de Reims                         | Reims                    |           | à géolocaliser                   |                |                                                  |      | Image manquante Téléverser                                         |
| Chapelle Saint-Joseph de Reims                                            | Reims                    |           | 49° 14′ 50″ nord, 4° 02′ 03″ est |                |                                                  |      | Chapelle Saint-Joseph de Reims                                     |
| Chapelle Saint-Laurent de Reims                                           | Reims                    |           | 49° 14′ 07″ nord, 4° 03′ 06″ est |                |                                                  |      | Chapelle Saint-Laurent de Reims                                    |
| Chapelle Saint-Louis de Reims                                             | Reims                    |           | 49° 15′ 08″ nord, 4° 02′ 15″ est |                |                                                  |      | Chapelle Saint-Louis de Reims                                      |
| Chapelle Saint-Marcoul de Reims                                           | Reims                    |           | 49° 15′ 03″ nord, 4° 02′ 00″ est |                |                                                  |      | Chapelle Saint-Marcoul de Reims                                    |
| Chapelle Saint-Sixte de Reims                                             | Reims                    |           | 49° 15′ 01″ nord, 4° 02′ 17″ est |                |                                                  |      | Chapelle Saint-Sixte de Reims                                      |
| Chapelle Saint-André de Reims                                             | Reims                    | rue Guyot | à géolocaliser                   |                |                                                  |      | Chapelle Saint-André de Reims                                      |
| Chapelle Clicquot-Ponsardin                                               | Reims                    |           | à géolocaliser                   |                |                                                  |      | Chapelle Clicquot-Ponsardin                                        |
| Chapelle du palais du Tau                                                 | Reims                    |           | 49° 15′ 13″ nord, 4° 02′ 05″ est | « PA00078774 » | Classé MH                                        | 1886 | Chapelle du palais du Tau                                          |
| Chapelle les trous de Leu                                                 | Reims                    |           | à géolocaliser                   |                |                                                  |      | Chapelle les trous de Leu                                          |
| Chapelle des sœurs de l'Enfant Jésus de Reims                             | Reims                    |           | 49° 14′ 58″ nord, 4° 02′ 19″ est |                |                                                  |      | Chapelle des sœurs de l'Enfant Jésus de Reims                      |
| Chapelle rue du Jard de Reims                                             | Reims                    |           | 49° 14′ 59″ nord, 4° 02′ 04″ est |                |                                                  |      | Chapelle rue du Jard de Reims                                      |
| Chapelle de l'hôpital de Rethel                                           | Rethel                   |           | 49° 30′ 31″ nord, 4° 21′ 59″ est |                |                                                  |      | Chapelle de l'hôpital de Rethel                                    |
| Chapelle Sainte-Anne de Revin                                             | Revin                    |           | 49° 56′ 32″ nord, 4° 38′ 24″ est |                |                                                  |      | Image manquante Téléverser                                         |
| Chapelle Saint-Éloi de la Bouverie                                        | Revin                    |           | 49° 55′ 57″ nord, 4° 38′ 20″ est |                |                                                  |      | Image manquante Téléverser                                         |
| Chapelle Sainte-Barbe de Sailly                                           | Sailly                   |           | 49° 36′ 22″ nord, 5° 10′ 41″ est |                |                                                  |      | Image manquante Téléverser                                         |
| Chapelle de Giraumont                                                     | Saint-Marcel             |           | 49° 45′ 49″ nord, 4° 33′ 33″ est | « PA00078503 » | Inscrit MH                                       | 1972 | Chapelle de Giraumont                                              |
| Chapelle de la Grève                                                      | Saint-Marcel             |           | 49° 46′ 25″ nord, 4° 35′ 39″ est |                |                                                  |      | Image manquante Téléverser                                         |
| Chapelle Sainte-Marie de Saulces-Monclin                                  | Saulces-Monclin          |           | 49° 34′ 35″ nord, 4° 29′ 34″ est | « PA00078512 » | Inscrit MH                                       | 1984 | Chapelle Sainte-Marie de Saulces-Monclin                           |
| Chapelle du château de Sedan                                              | Sedan                    |           | 49° 42′ 06″ nord, 4° 56′ 59″ est |                |                                                  |      | Chapelle du château de Sedan                                       |
| Chapelle du lycée collége Mabillon de Torcy                               | Sedan                    |           | 49° 42′ 00″ nord, 4° 55′ 51″ est |                |                                                  |      | Chapelle du lycée collége Mabillon de Torcy                        |
| Chapelle Saint-Vincent-de-Paul de Sedan                                   | Sedan                    |           | 49° 42′ 19″ nord, 4° 56′ 24″ est |                |                                                  |      | Chapelle Saint-Vincent-de-Paul de Sedan                            |
| Chapelle du Château de Montaubois                                         | Signy-l'Abbaye           |           | 49° 54′ 17″ nord, 4° 16′ 54″ est |                |                                                  |      | Chapelle du Château de Montaubois                                  |
| Chapelle Sainte-Philomène de la Fosse aux Lions                           | Signy-l'Abbaye           |           | 49° 41′ 47″ nord, 4° 26′ 23″ est |                |                                                  |      | Image manquante Téléverser                                         |
| Chapelle Notre-Dame-de-Consolation de Signy-le-Petit                      | Signy-le-Petit           |           | 49° 54′ 17″ nord, 4° 16′ 33″ est |                |                                                  |      | Image manquante Téléverser                                         |
| Chapelle Notre-Dame-de-Lourdes de Signy-le-Petit                          | Signy-le-Petit           |           | 49° 54′ 14″ nord, 4° 17′ 15″ est |                |                                                  |      | Chapelle Notre-Dame-de-Lourdes de Signy-le-Petit                   |
| Chapelle de Sormonne                                                      | Sormonne                 |           | 49° 48′ 28″ nord, 4° 34′ 01″ est |                |                                                  |      | Image manquante Téléverser                                         |
| Chapelle de la Sainte-Trinité de Navaux                                   | Thilay                   |           | 49° 51′ 33″ nord, 4° 48′ 25″ est |                |                                                  |      | Image manquante Téléverser                                         |
| Chapelle Saint-Roch de Vireux-Wallerand                                   | Vireux-Wallerand         |           | 50° 05′ 03″ nord, 4° 43′ 54″ est |                |                                                  |      | Image manquante Téléverser                                         |